# Orichuna
Orichuna je rijeka u Venezueli. Pritoka je rijeke Matiyure i pripada porječju rijeke Orinoco.